# Amt Haseldorf
La comunità amministrativa di Haseldorf (Amt Haseldorf) si trovava nel circondario di Pinneberg nello Schleswig-Holstein, in Germania.
Comprendeva 3 comuni: Haselau, Haseldorf, Hetlingen, il capoluogo era Uetersen, esterna al territorio della comunità amministrativa.
Il 1º gennaio 2017 è stato soppresso e i comuni che ne facevano parte si sono aggregati alla comunità amministrativa di Moorrege che contestualmente ha assunto il nuovo nome di Geest und Marsch Südholstein.